# Primera División de la Unión Soviética 1946
La temporada 1946 de la Pervaya Gruppa fue la 8ª de la Primera División de la Unión Soviética.
|  |     | Equipos               | PJ | G  | E | P  | GF | GC | Coc  | Pts |
|  | --- | --------------------- | -- | -- | - | -- | -- | -- | ---- | --- |
|  | 1.  | CDKA Moskva           | 22 | 17 | 3 | 2  | 55 | 13 | 4.23 | 37  |
|  | 2.  | FK Dynamo Moskva      | 22 | 16 | 1 | 5  | 68 | 17 | 4.00 | 33  |
|  | 3.  | FK Dinamo Tbilisi     | 22 | 15 | 3 | 4  | 47 | 26 | 1.81 | 33  |
|  | 4.  | FK Torpedo Moskva     | 22 | 11 | 5 | 6  | 44 | 29 | 1.52 | 27  |
|  | 5.  | FK Dynamo Leningrad   | 22 | 10 | 4 | 8  | 37 | 35 | 1.06 | 24  |
|  | 6.  | FK Spartak Moskva     | 22 | 8  | 5 | 9  | 38 | 40 | 0.95 | 21  |
|  | 7.  | Krylya Sovetov Moskva | 22 | 5  | 8 | 9  | 14 | 24 | 0.58 | 18  |
|  | 8.  | FK Traktor Stalingrad | 22 | 6  | 4 | 12 | 22 | 40 | 0.55 | 16  |
|  | 9.  | FK Zenit Leningrad    | 22 | 5  | 5 | 12 | 22 | 45 | 0.49 | 15  |
|  | 10. | FK Krylya Sovetov     | 22 | 3  | 8 | 11 | 16 | 52 | 0.31 | 14  |
|  | 11. | FK Dinamo Minsk       | 22 | 3  | 7 | 12 | 22 | 43 | 0.51 | 13  |
|  | 12. | FK Dynamo Kiev        | 22 | 4  | 5 | 13 | 18 | 39 | 0.46 | 13  |

Pts = Puntos; PJ = Jugados; G = Ganados; E = Empatados; P = Perdidos; GF = Goles Anotados; GC = Goles Recibidos; Dif = Cociente de goles